# Валуны Моераки

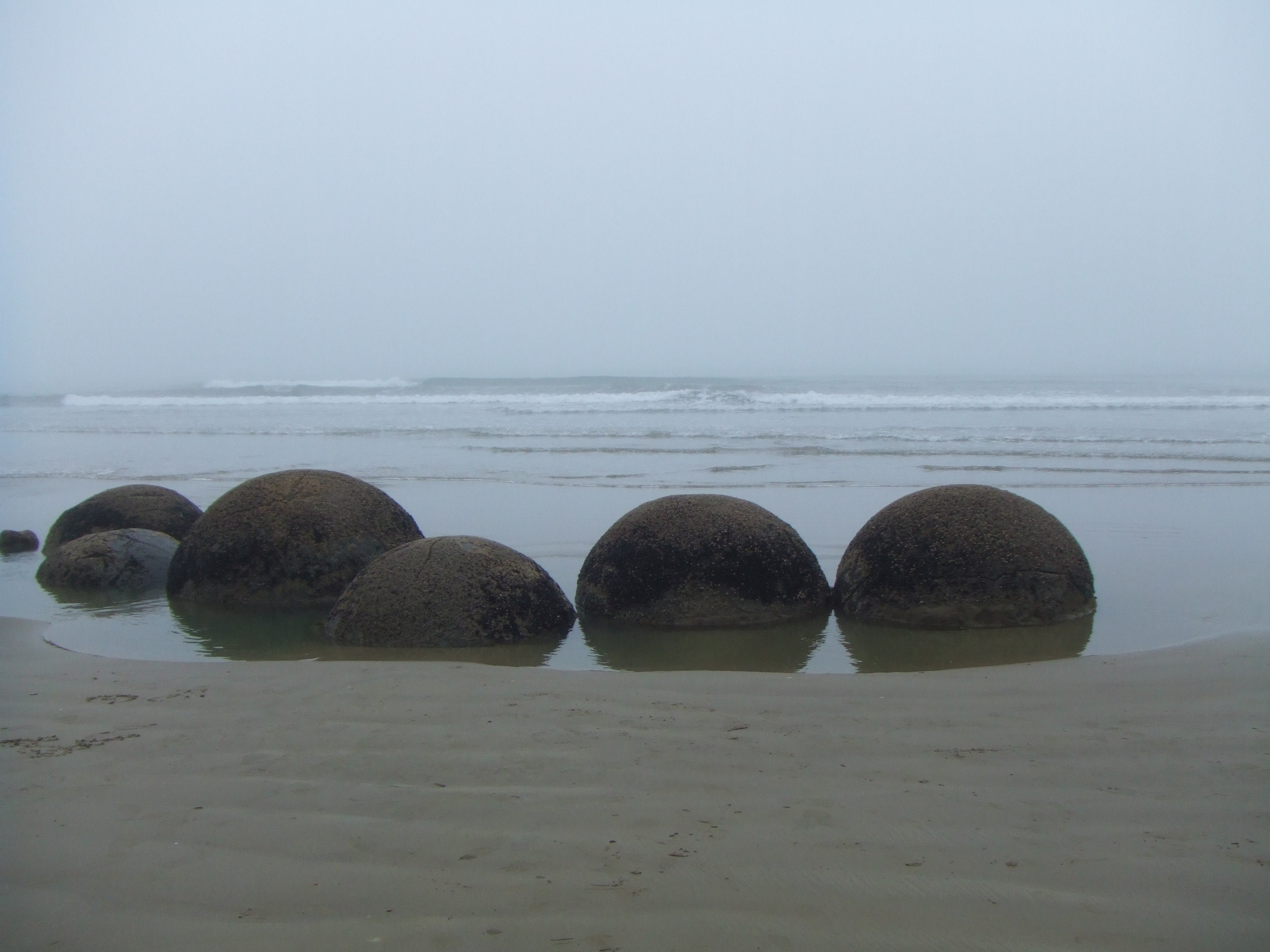
Одна из групп валунов Моераки

Валуны Моераки — группа крупных шарообразных камней на пляже Коекохе в регионе Отаго на юго-восточном побережье Южного острова Новой Зеландии. Популярная туристическая достопримечательность.
Несколько сотен каменных шаров лежат в полосе прибрежного песка на протяжении около 300 метров. Диаметр валунов составляет от 0,5 до 2,2 м. Они представляют собой конкреции, извлечённые водной эрозией из палеоценового аргиллита.
Подобные образования не являются уникальными для данной локации. В Новой Зеландии есть ещё несколько мест со сферическими валунами (валуны Коуту на Северном острове и валуны Катики в 19 км от валунов Моераки). Также подобными образованиями известны российский остров Чамп в архипелаге Земля Франца-Иосифа, национальный парк Теодор Рузвельт в штате Северная Дакота и ряд других мест.